# Easton (Contea di Adams, Wisconsin)
Easton è un comune degli Stati Uniti, situato in Wisconsin, nella Contea di Adams.